# Blandine Costaz
Pour les articles homonymes, voir Costaz.
Blandine Costaz est une actrice et dramaturge, née en France le 27 juillet 1973.

## Biographie
Blandine Costaz a joué sur des scènes allemandes, suisses, italiennes et françaises.
En Allemagne, elle a travaillé aussi bien dans le théâtre off  – Sophiensaele, Tacheles – qu’au Deutsches Theater. Elle collabore régulièrement avec des metteurs en scène basés en Suisse (Mathieu Bertholet, Marc Liebens, Denis Maillefer, Gabriel Alvarez et bien d’autres). C’est l’opéra-cabaret « Mack is coming back » qui lui permet de jouer et de chanter pour la première fois avec le compositeur italien Bruno de Franceschi, ainsi que de faire ses premiers pas sur les scènes de Parme et de Turin (Teatro Due, Teatro stabile).
En tant qu’autrice, sa première pièce « Veilleuse (revenez demain) » a été créée en Suisse en 2012 par la compagnie Mladha. Le texte fait l'objet d'une première édition en 2013 aux éditions Kazalma. En France, la première lecture publique a lieu au théâtre du Rond-Point au mois de juin 2013 sous la direction de Jacques Osinski. Ce même texte est réédité en 2015 sous le titre "Revenez demain" par Les Cygnes. En 2016, il est mis en scène par Laurent Fréchuret à l'Espace des Arts de Chalon-sur-Saône ainsi qu'au Théâtre du Rond Point.
Invitée par Textes en l’air à Saint Antoine l’Abbaye comme autrice en résidence, elle commence l’écriture de Territoires (nom masculin pluriel), une pièce pour douze acteurs (2016),,. Elle poursuit l’écriture de ce projet en 2017 lors d’une résidence à Malévoz Quartier Culturel (Suisse). Territoires (nom masculin pluriel) est distingué par le Comité de Lecture de la Comédie Française pour la saison 2017-2018.
En 2022, elle publie son premier roman, De l'autre côté du songe, aux éditions Anne Carrière.

## Filmographie

### Cinéma
- 1992 : A corps perdu de Gaël Morel
- 2005 : Alles über Anna de Torsten Wacker
- 2006 : Breathful de Daryush Shokof
- 2006 : Fay Grim de Hal Hartley
- 2019 : Profession du père de Jean-Pierre Améris

### Vidéo
- 2009 : "2, 3 Bleus (5, 6 peut-être)" réalisation Frédéric Lombard + Jennifer Bonn / conception Mathieu Bertholet (festival actoral Marseille, Paris, Nantes), moyen-métrage
- 2017 : L.I.R, compagnie Haut et Court, Théâtre Nouvelle Génération, Lyon.

## Théâtre
- 1999 : Deutschenmädchen-Franzosenliebchen, mise en scène Juliane Lenssen. Kultursommer Rheinland-Pfalz.
- 1999 : Kriegsbräute, mise en scène Juliane Lenssen. Manufraktur Theater, Niedersachsen.
- 2000 : Schlafsaal, mise en scène: Holger Friedrich, Sophiensaele, Berlin
- 2000 : Musika II", mise en scène Leyla Rabih, BAT Ernst Busch, Berlin
- 2002 : Ankunft", mise en scène Holger Friedrich, Berlin
- 2002 : Easy Looking", mise en scène Holger Friedrich, Tacheles, Berlin
- 2003 : Terra Incognita (Lecture), Mise en espace François Marin. Lausanne, Genève.
- 2003 : Le Livre d‘Aimée (Lecture), Mise en espace François Marin. Lausanne.
- 2003 : Faun (Lecture musicale). European Music Project, Staatsgalerie, Stuttgart.
- 2004 : Rodogune, mise en scène Didier Nkebereza. Théâtre du Grütli, Genève.
- 2004 : Inside the dream (Lecture musicale). European Music Project, Kaiserslautern.
- De 2001 à 2007 : Extension du domaine de la lutte de Michel Houellebecq, mise en scène Martin Kloepfer.Deutsches Theater, Berlin.
- De 2006 à 2009: Wait here for further instructions, mise en scène Anne Hirth. Sophiensaele, Theater Zerbrochene Fenster, Berlin. Tournée à Düsseldorf, Cracovie, Paris, Helsinki...
- 2007 : Membre du collectif 2. Théâtre du Grütli, Genève.
- 2007 : Sunset piscine Girls, mise en scène Mathieu Bertholet au Théâtre du Grütli, Genève.
- 2007 : Hélène ou la stupeur du genre humain, mise en scène Marc Liebens,Théâtre du Grütli, Genève.
- 2007 : Trois Femmes en pièces détachées, mise en scène Bernard Meister,Théâtre du Grütli, Genève.
- 2007 : Blessures au visage, mise en scène P.Gravat et P.Harsch,Théâtre du Grütli, Genève
- 2007 : La Première Fois, mise en scène Denis Maillefer. Festival de la Bâtie, Théâtre de l'Arsenic, Genève, Lausanne.
- 2008 : Katzen haben sieben Leben, mise en scène Zina Balmer. Contexte Silo, Lausanne.
- 2008 : La Première Fois, mise en scène Denis Maillefer. Tournée: Bâle, Bern, Aarau.
- 2008 : Shadow Houses (reprise), mise en scène Mathieu Bertholet. Théâtre de Gennevilliers, Paris.
- 2008 : Sainte Kümmernis, mise en scène Mathieu Bertholet. Sion.
- 2009 : Case Study Houses, mise en scène Mathieu Bertholet. Théâtre du Grütli, Genève, Théâtre Interface, Sion.
- 2009 : Britannicus, mise en scène François Landolt. Contexte-Silo, Lausanne.
- 2010 : Shadow Houses de Mathieu Bertholet. Théâtre de Mains d'Œuvres, Paris.
- 2011 : L'Avenir, seulement de Mathieu Bertholet. Théâtre de Gennevilliers, France, Théâtre du Grütli, Genève, La Belle Usine, Fully.
- 2012 : Mack is coming back opéra-cabaret, mise en scène: Gabriel Alvarez / direction musicale: Bruno de Franceschi, Théâtre du Galpon, Genève
- 2012 : Veilleuse (revenez demain), mise en scène: Mathieu Bessero-Belti, Hôpital psychiatrique de Malévoz, Monthey
- 2012 : Unity walkyrie lecture, mise en espace: Leyla-Claire Rabih, Train de vie, Paris.
- 2013 : Medea, mise en scène: Leïli Yahr, Théâtre de l’oriental, Vevey, Théâtre du Galpon, Genève
- 2013 : Veilleuse (revenez demain), tournée, Théâtre du Galpon, Genève, Petithéâtre de Sion.
- 2014 : 'Mack is coming back opéra-cabaret, tournée Teatro Due (Parme), Teatro stabile (Turin)
- 2016 :  Eté 81, lectures du scénario de Lisa Diaz, résidence Écran libre, Vercors.
- 2017 :  L’événement fortuit qui a tout déclenché de Jérémie Fabre, lecture mise en espace, ouverture du festival Textes en l’air, Saint Antoine l’Abbaye.
- 2018 :  La Première Fois, mise en scène Denis Maillefer, Théâtre du Crochetan, Monthey.
- 2018 : Poésie versus Théâtre, performance en compagnie de Samira Negrouche (textes Samira Negrouche et Blandine Costaz), dans le cadre du Magnifique Printemps, Maison des Passages, Lyon.
- 2019 : Beauté et Hasard, les correspondances (celles à qui je veux parler), performance, mise en scène Vincent Hermano, Magnifique Printemps, Maison des passages, Lyon.

### Autrice
- Territoires (nom masculine pluriel), texte distingué par le comité de lecture de la Comédie Française (2017-2018).
- Revenez demain, création France en janvier 2016, coproduction Rond-Point/Espace des Arts.
- Revenez demain, publication aux Éditions Les Cygnes, décembre 2015.
- Juke-box (version courte), création automne 2013 par la Compagnie Mladha (Halles de Sierre).
- Veilleuse (revenez demain), lecture au théâtre du Rond Point dirigée par Jacques Osinski puis au MC2 de Grenoble, juin 2013.
- Veilleuse (revenez demain), création Suisse au printemps 2012 par la Compagnie Mladha.
- De l'autre côté du songe, publication aux Editions Anne Carrière, mars 2022[9],[10].